# 대전생활과학고등학교
대전생활과학고등학교(大田生活科學高等學校)는 대한민국 대전광역시 대덕구 오정동에 있는 사립 고등학교이다.

## 학교 연혁
- 1964년 11월 21일 : 학교법인 삼광학원 설립인가
- 1985년 5월 30일 : 이사장 김기량 취임
- 1991년 12월 18일 : 대전삼광공업고등학교 설립인가 취득(건축 2학급, 전기 3학급, 화공 3학급)
- 1991년 12월 18일 : 초대 교장 신희복 취임
- 1992년 3월 9일 : 제1회 입학식
- 1992년 4월 2일 : 경덕공업고등학교로 교명 변경
- 1995년 2월 8일 : 제1회 졸업식
- 1996년 11월 30일 : 실습실 증축(13실)
- 2008년 8월 14일 : 학과명 변경 (건축디자인-건축인테리어, 전기전자정보-디지털전기, 화공-바이오케미컬)
- 2014년 2월 10일 : 제20회 졸업식
- 2014년 7월 4일 : 학과개편(건축인테리어과/바이오케미컬과 각 3학급에서 2학급으로 감축, 화장품응용과학과 2학급 신설) 및 남녀공학 전환
- 2016년 9월 1일 : 제6대 김효진 교장 취임
- 2017년 9월 1일 : 대전생활과학고등학교로 교명 변경

## 설치 학과
- 전기전자과
- 건축인테리어과
- 바이오케미컬과
- 철도건축시설과
- 철도전기신호과
- 토털뷰티과
- 조리제빵과

## 참고 자료
- 대전생활과학고등학교 - 한국교육학술정보원 학교알리미